# Cabrero (Chili)
Cabrero is een gemeente in de Chileense provincie Biobío in de regio Biobío. Cabrero telde 28.573 inwoners in 2017 en heeft een oppervlakte van 640 km².